# Nošení dětí
Nošení dětí (angl. babywearing) je způsob přepravy dítěte z místa na místo s pomocí různých nosících pomůcek, který může být příjemný a prospěšný jak matce, tak dítěti. Nošení umožňuje pečovateli, aby měl dítě stále u sebe a zároveň měl volné ruce a mohl se tak věnovat každodenním aktivitám.
Nošení je vhodné pro děti od kojeneckého po batolecí věk (0–3 roky), zdravé i nemocné. Nosit je možné také předčasně narozené děti tzv. „klokánkování“ (Kangaroo care). Nosičem může být jakýkoliv člověk, který o dítě pečuje, tedy nejen matka, ale také otec, jiný příbuzný, chůva aj.

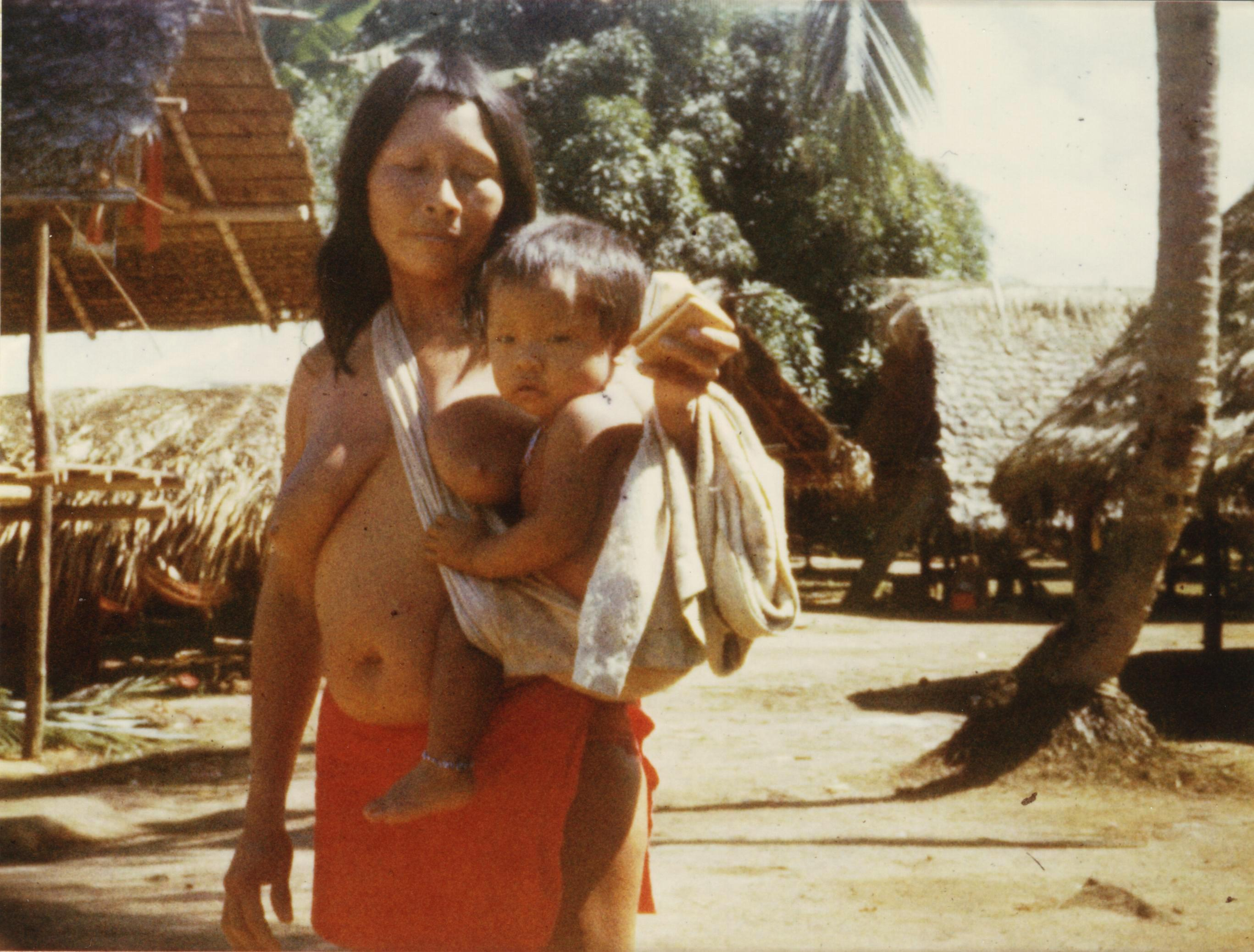
Tradiční nošení dětí (Francouzská Guayana)

## Nošení v euroamerické kultuře
V mnoha kulturách po celém světě nošení bylo a je součástí každodenního života, také v Evropě bylo nošení běžným způsobem přepravy až do nástupu kočárků v 19. století. V západní kultuře se nošení začalo znovuobjevovat v 60. letech 20. století v Americe. Největší boom ovšem zažíváme přibližně od roku 2000. Jednou z nejznámějších knih, které tento boom nastartovaly, je Koncept kontinua (1975) od Američanky Jean Liedloff, která zkoumala život jihoamerických indiánů. Další vlivné knihy, týkající se kontaktního rodičovství, vznikly z pera amerického pediatra Williama Searse a jeho ženy Marthy.
Za zmínku stojí také tzv. „klokánkování“ (angl. Kangaroo care), které vzniklo v Kolumbii, na pomoc méně movitým matkám, jako náhrada za inkubátory. Tato metoda spočívá v tom, že se na hrudník matky přiváže nahé předčasně narozené dítě. Tím se vytvoří podobné podmínky, jako by se dítě nacházelo v děloze, a zároveň je umožněn kontakt „kůže na kůži“, který je důležitý pro utužení vztahu matky (i otce) s dítětem – tzv. bonding.

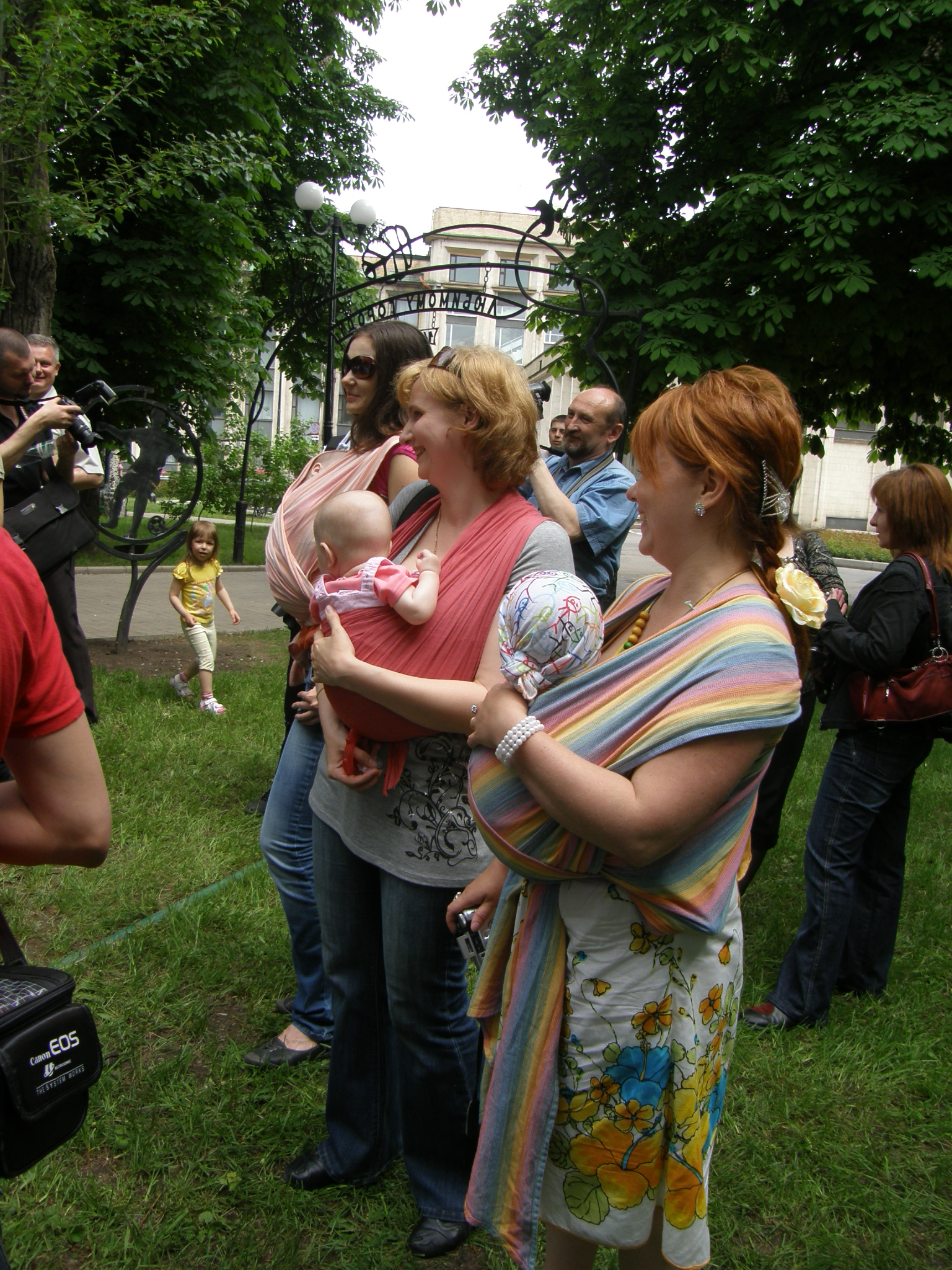
Děti v šátku

## Zdravé nošení
Aby se dítě při nošení nacházelo ve správné poloze, musí mít přirozeně zakulacená záda, jejichž poloha je pevně podpořena nosítkem. Této polohy se dá dosáhnout pouze v nosící poloze dítěte čelem k rodiči, ne směrem ven. Dále musí mít dítě ve správné poloze podsazenou pánev a nožičky by měly být zespodu nosítkem podepřeny až ke kolenům, aby bylo podpořeno správné postavení kyčlí. Také kolena musí být při nošení výš než pánev.
Pro zdravé nošení je důležité také pohodlí nosícího rodiče. Šátky, vyráběné speciálně pro nošení dětí, jsou proto dělané tak, aby při správném úvazu byla váha dítěte rozložena roznoměrně na ramena, boky, záda a hrudník rodiče. Ergonomická nosítka nezajišťují tak dobré rozložení váhy dítěte, ale jsou pro tento účel opatřena bederními a hrudními pásy. Pro pohodlné nošení je také důležité, aby se těžiště dítěte nacházelo co nejblíže nošiči. Z tohoto důvodu nejsou na nošení dětí příliš vhodné nosící krosny.
Pro lepší orientaci v pravidlech zdravého a bezpečného nošení byla vytvořena pětice nejdůležitějších bodů, známá pod anglickou zkratkou T.I.C.K.S.:
- Tight – pevně
- In view at all times – vždy mít výhled na obličej dítěte
- Close enough to kiss – hlava dítěte tak blízko u brady matky, aby bylo možné dítě políbit na hlavičku
- Keep chin off the chest – brada dítěte nesmí být přimáčknutá k jeho hrudníku, tato poloha znesnadňuje dýchání
- Supported back – opora zad v nosítku

## Vliv nošení

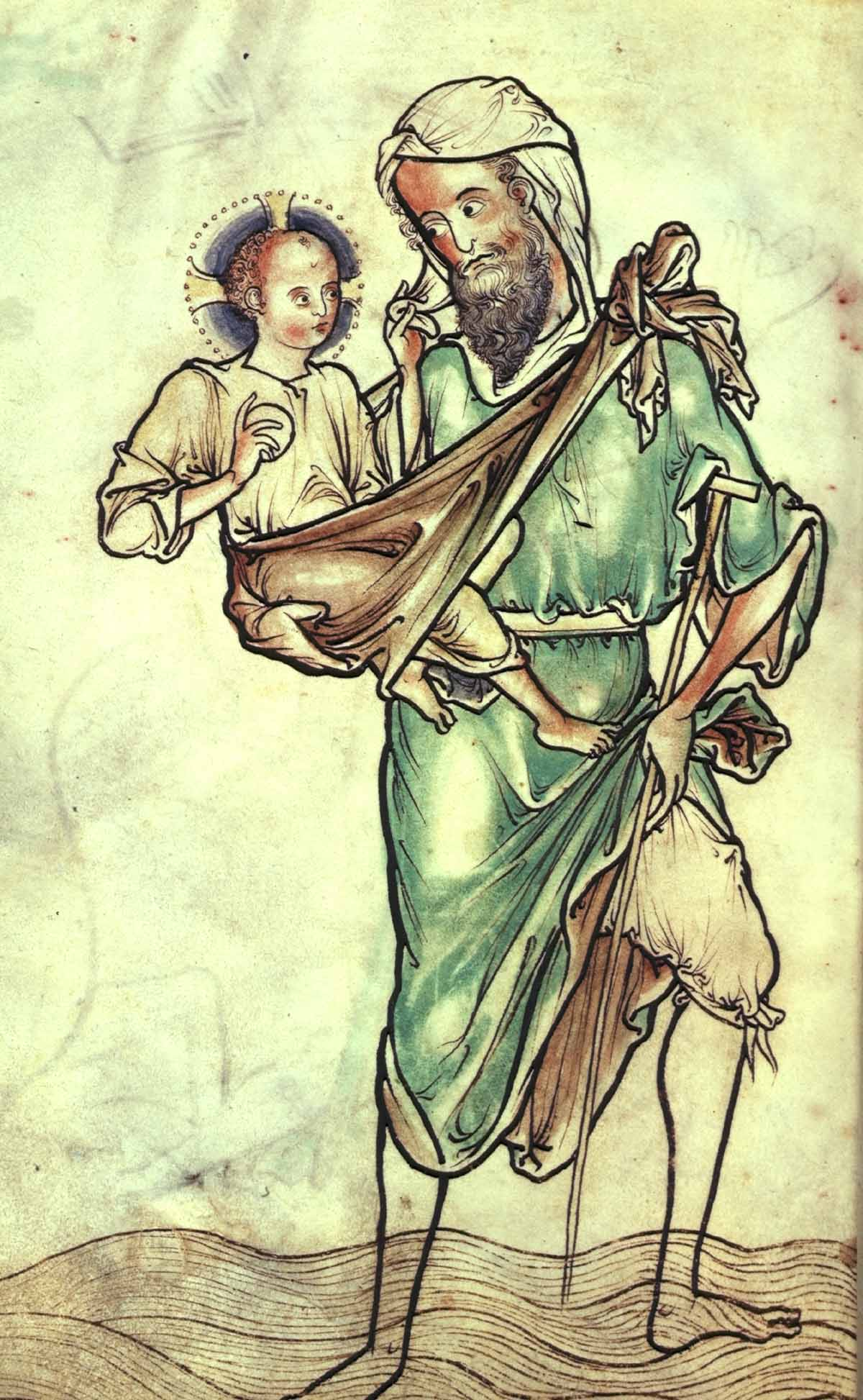
Sv. Kryštof, ilustrace z Westminsterského žaltáře, 13. stol.

### Výhody nošení
Předchůdci lidí a primátů – opice, jsou po porodu fixováni na matku, která je nosí, jelikož tato mláďata se sama dokáží pohybovat až později. Tomuto typu mláďat se v angličtině říká „clinging young“, český ekvivalent pojmu je „nošenec“. Po těchto předcích zbyly dětem primární reflexy, v tomto případě nás zajímá reflex úchopový, který je pozůstatkem toho, jak se mláďata držela při nošení srsti matky.
Dalo by se tedy předpokládat, že ačkoliv u lidí některé znaky opic vymizely (například srst), pro jejich mláďata – děti je stále nejpřirozenější způsob přepravy právě nošení.
Nošení dětí je také jednou z praktik kontaktního rodičovství, jak je popsal William Sears (poprvé v knize The Baby Book: Everything You Need to Know About Your Baby From Birth to Age Two). Hlavními kameny kontaktního rodičovství jsou podle Searse kojení z prsu, spaní ve společné posteli a nošení. Z tohoto důvodu je celkem obtížné rozpoznat výhody samotného nošení bez vlivu zbylých dvou pravidel kontaktního rodičovství.
Dítě je z prenatálního období zvyklé slyšet tlukot matčina srdce, cítit pohyby jejího těla a slyšet její hlas. Všechny tyto podněty dítě vnímá také když je navázáno na matčině těle, díky čemuž se dítě může cítit více v bezpečí a být klidnější.
Díky nošení vnímá dítě více impulzů a má lepší rozhled po svém okolí. Zároveň je podpořeno procvičování svalů při balancování matčiných pohybů, což může mít pozitivní vliv na svalový tonus dítěte. Tlak na bříško dítěte spolu s polohou v šátku také zlepšují peristaltiku střev, což působí jako prevence vzniku kojeneckých kolik. U dětí, které je potřeba často přenášet, převážet a tráví tedy hodně času (více než 4 hodiny) v dětské autosedačce (či houpačce) je zvýšené riziko deformace lebky. Jednou z prevencí může být i nošení dětí.
Výzkumů na téma nošení dětí není mnoho a v některých zjištěních se zcela neshodují. Jedním ze závěrů, který je potvrzen více studiemi, je častější výskyt jisté citové vazby u nošených dětí.
Některé studie také uvádějí, že nošené děti méně pláčou, více se kojí – lépe tedy přibývají na váze.
Nošení dětí má pozitivní dopady také na matku. Při kojení, ale také při „pouhém“ dotyku je u matek zvýšena produkce prolaktinu a oxytocinu, což má za následek zmírnění úzkosti a zvýšení pozitivní nálady. Díky tomuto vlivu může nošení dětí snižovat riziko poporodní deprese.

### Nevýhody
Možné nevýhody nošení pro dítě se odvíjejí především od špatné volby nosících pomůcek, či nesprávné techniky navazování, což může zapříčinit špatný vývoj kyčlí a páteře, či zadušení dítěte. Dále je třeba, aby byla matka velmi opatrná při výkonu každodenních činností, aby dítě nějakým způsobem nebouchla, nepřimáčkla, nebo mu na odhalenou hlavičku něco neupustila či nekápla (například horkou polévku při vaření). Samozřejmostí by měla být také opatrnost při chůzi (podobně jako při nošení dítěte v náručí), a to především ze schodů, kdy by pád matky mohl mít pro dítě fatální důsledky.
Negativní i pozitivní vlivy nošení na děti sice nejsou podrobně prozkoumány, ještě méně se toho ovšem ví o negativních vlivech na matku. Zde jsou myšleny především dopady dlouhodobého nošení na matčino tělo. Při špatném držení těla může být ohroženo postavení páteře a s ním spojené spazmy svalů. Dále není zcela vyzkoumán vliv na matčiny dolní končetiny a chodidla. Jako prevence na tyto problémy se doporučuje osvojení si správného držení těla a výběr kvalitní obuvi.

## Typy pomůcek na nošení
Rozhodnutí, jakou pomůcku při nošení použít, se odvíjí od stáří a schopností dítěte a také od rodičovských preferencí. Ergonomických nosících pomůcek je celá řada a každému může vyhovovat něco jiného podle jeho individuálních potřeb. Zde je tedy souhrn nejpoužívanějších nosících pomůcek.

### Ergonomické nosící pomůcky

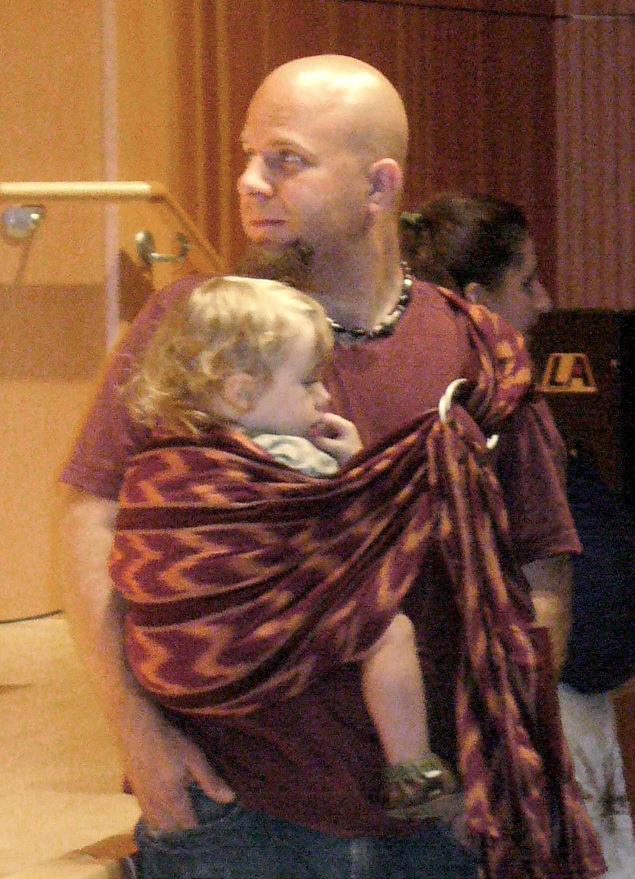
Ring sling

Šátek (elastický či pevný) – je asi nejuniverzálnější nosící pomůckou, e které lze nosit děti od narození, nevýhodou je nutnost osvojit si správnou techniku úvazu.
- Pevný šátek – pruh tkané látky obvykle 75 cm široký a 5,6 m dlouhý (vel. 6). Velikost šátku se odvíjí od konfekční velikosti rodiče. Šátky k nošení dětí jsou tkány tak, aby dostatečně diagonálně pružily, proto je nošení v nich pohodlnější než ve srovnatelném pruhu obyčejné látky. Základní úvaz s pevným šátkem je kříž s kapsou uvnitř, se kterým si obvykle nosící rodič vystačí. Pro zkušenější uživatele existuje ale bezpočet dalších úvazů.
- Elastický šátek (elastik) – pruh úpletové látky široký 60 cm a dlouhý cca 5,5 m. Hodí se zvláště k nošení nejmenších miminek, nad 7 kg už se obvykle prověšuje a přestává být pohodlný, i když do cca 10 kg hmotnosti dítěte se v něm bez většího nepohodlí nosit dá. Základní úvaz s elastickým šátkem je kříž s kapsou venku, vázání elastiku je velice jednoduché.
- Čtvercové šátky – různé kusy látek obvykle čtvercového tvaru, používané různými kulturami k nošení dětí
- Ring sling – šátek opatřený kovovými kruhy pro snazší uvazování, nosí se pouze přes 1 rameno a váha dítěte tak není rovnoměrně rozložena
- Mei tai – tradiční asijské nosítko, vhodné pro děti, které již samy drží hlavičku, jednodušší vázání než u šátku a cenově dostupnější než ergonomické nosítko. Klasické mei tai je vhodné od 4 měsíců, když dítě drží hlavičku.
- Ergonomické nosítko – vylepšená moderní verze mei tai, není potřeba zručnost ve vázání, zároveň váha dítěte není tak dobře rozložena, jako u šátku, proto se nosítka doporučují až od cca 4 měsíců, kdy je dítě zpevněné a drží hlavičku. Ergonomické nosítko má polstrovaný bederní pás (který se ale doporučuje zapínat v pase či výš kvůli optimálnímu podsazení dítěte), díky kterému se váha dítěte rozloží a nošení je tak menší zátěž pro ramena. Látka zádové opěrky by měla dosahovat od kolínka ke kolínku dítěte a měla by být tvarovaná záševkami, aby se docílilo optimálního podsazení - zadeček níž než kolínka, zakulacená zádíčka.
- Onbuhimo – nosítko bez bederního pásu určené k občasnému poponášení již chodících dětí
- Hipseat – pomůcka pro krátkodobé nošení batolat

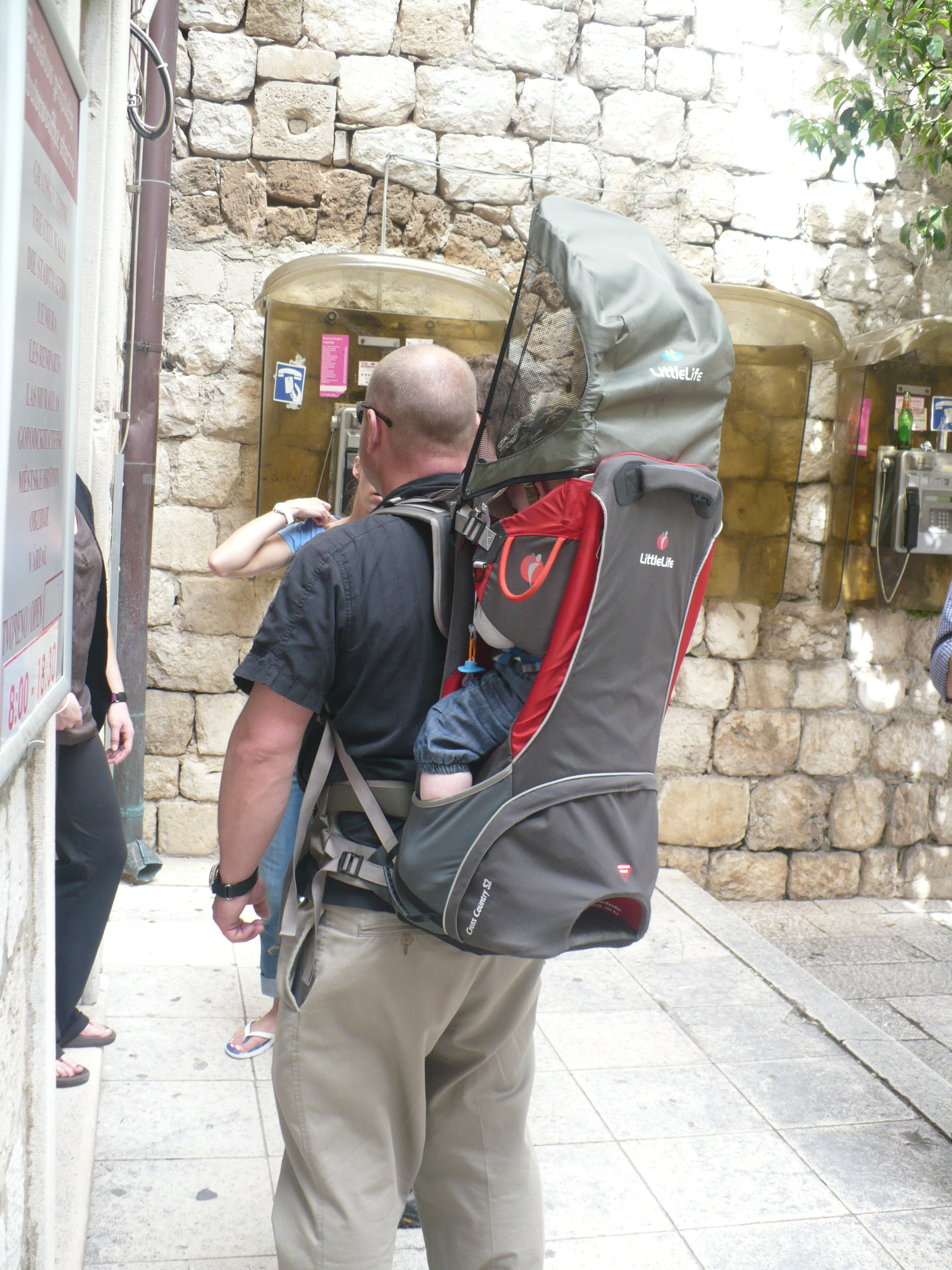
Krosna k nošení dětí

### Neergonomické nosící pomůcky
- Klokanka (neergonomické nosítko) – vypadá podobně, jako ergonomické nosítko, s tím rozdílem, že nedovoluje dítěti mít nohy ve správné pozici (do tvaru písmene „M“, kolínka výš než zadeček, což je důležité pro správný vývoj kyčlí) a zároveň nepodporuje záda v zakulaceném tvaru. V neergonomických nosítcích lze také často nosit dítě čelem od rodiče, což způsobuje nesprávnou polohu páteře. Tento způsob nošení není v souladu se stanoviskem České pediatrické společnosti.[3]
- Krosna – je vhodná pouze pro děti, které již umí samy sedět; nicméně neumožňují podporu pro hlavu v případě usnutí; těžiště příliš daleko od těla – špatně se nosí.
- Baby vak – vypolstrovaná variace na ring sling. Pruh látky sešitý do kruhu, nosí se přes 1 rameno. Dítě se do něj ukládá buď v poloze do kolébky, což je ale náročné na správné napolohování, nebo u starších vsedě na boku nosícího. Kvůli absenci dotahování je ale nutné dítě přidržovat rukou.

### Doplňky k nošení

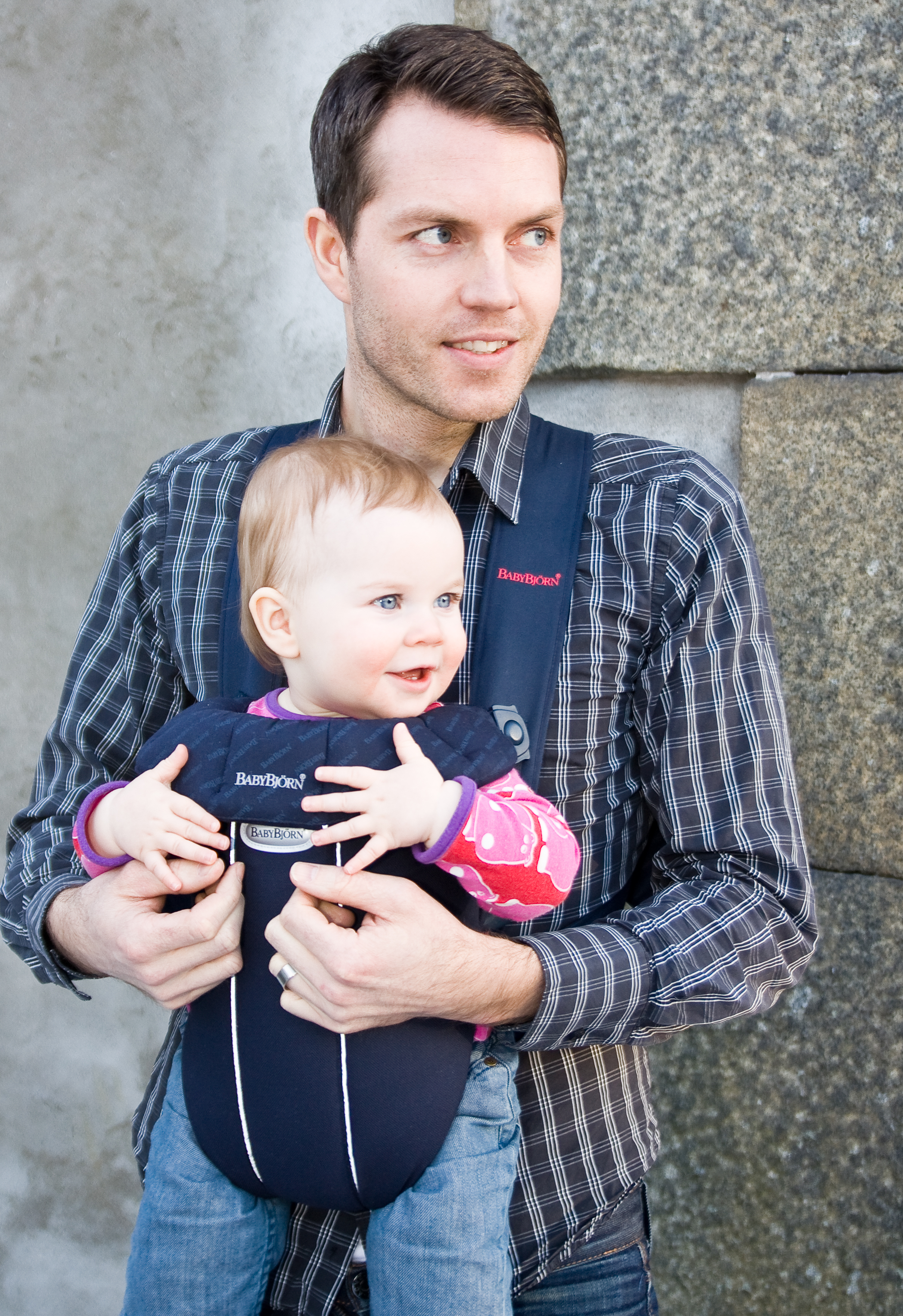
Neergonomické nosítko - dítě visí za rozkrok s nohama dolů, čelem od nosícího, což odporuje doporučením České pediatrické společnosti

- Nosicí oblečení – praktické oblečení pro nošení dětí, které společně chrání jak rodiče, tak i v první řadě jejich děti, před nepříjemnými povětrnostními podmínkami. Příkladem je nosicí mikina či bunda, které se oblékají přes rodiče i nošené dítě dohromady, některé jsou i uzpůsobeny k nošení dítěte na zádech. Nosicí oblečení není samo o sobě určeno k nesení dítěte, je pouze doplňkem pro rodiče, kteří dítě nosí v nosítku či šátku.
- Vsadka do bundy – pruh teplé látky (obvykle softshellu) se zipy po obou stranách, který se připne do bundy nosícího rodiče a rozšíří ji tak, aby se dala zapnout i přes dítě. Vsadku je nutné šít s kompatibilním zipem ke každé konkrétní bundě. Někdy se používají zipové adaptory - díl složený z různých zipů aby byl kompatibilní s co nejširší škálou bund.
- Nosicí kapsa – zateplovací pomůcka, která se dává přes dítě v šátku či nosítku při chladném počasí. Rodič ji přes sebe připevňuje popruhy.
- Extendor (rozšiřovače) k nosítku – látkové díly s poutky, které se navléknou na bederní pás a popruhy ergonomického nosítka a rozšíří sed nosítka, aby bylo pohodlné i odrostlejšímu batoleti a látka sahala od kolínka ke kolínku.
- Slintáčky na popruhy nosítka – pruhy látky se suchými zipy nebo patentkami, které se zapnou kolem ramenních popruhů nosítka v místě, kde je dítě ocucává. Slintáčky mají jak funkci hygienickou, neboť je lze snadno měnit a prát, tak ochrannou, neboť chrání popruhy před vyblednutím a okousáním.